# 超星艦隊
超星舰队（超星艦隊セイザーX）是於2005年10月1日至2006年6月24日播出，由東寶製作，東京電視台放映特攝系列電視影集，共38話。繼《幻星神》後的《超星系列》第三作，也是該系列集數最短的一作。

## 概要
西元2005年突然入侵的宇宙海盜在地球收齐了12个宇宙能量盒，并利用其力量完成了对地球的征服，整个地球被黑暗笼罩。到了西元2500年，地球和其他星球的人组成反抗军将一支小型舰队送入虫洞回到2005年以便改變歷史，鲨鱼队长率领的战士，超星舰队！
- 第1部（第1話 - 第13話）

以「對抗宇宙海盜三將軍」為主軸的戰鬥篇章。
- 第2部（第14話 - 第27話）

以「對抗卡雷德」為主軸的戰鬥篇章。
- 第3部（第28話 - 第38話）

以「對抗尼奧迪斯卡魯」為主軸的戰鬥篇章。

## 登場人物

### 星神X
| 演員     | 角色     | 代號     | 力量 | 屬性 | 武器       | 必殺技   | 港配   |
| 高桥良辅 | 安藤拓人 | 狮子星神 | 獅子 | 火   | 狮子碎裂劍 | 狮子火焰 | 黃榮璋 |

- 本劇中心人物。夢想成為F1賽車手，個性橫衝直撞。

| 演員   | 角色 | 代號     | 力量 | 屬性 | 武器       | 必殺技   | 港配   |
| 進藤學 | 亞度 | 飛鷹星神 | 飛鷹 | 風   | 飛鷹暴風槍 | 飛鷹颱風 | 陳廷軒 |

- 比歐德星出身。

| 演員     | 角色 | 代號     | 力量 | 屬性 | 武器     | 必殺技   | 港配   |
| 三浦凉介 | 凱   | 甲虫星神 | 甲虫 | 雷   | 甲虫戰斧 | 甲虫重斬 | 曹啟謙 |

- 拉迪星出身。

| 演員     | 角色     | 代號     | 力量 | 屬性 | 武器       | 必殺技   | 港配 |
| 松永博史 | 鲨鱼队长 | 鲨鱼星神 | 鲨鱼 | 水   | 鯊魚重擊劍 | 鯊魚突擊 | 陳欣 |

- 真實身分為宇宙海盜的後代。

#### 協力人物
- 蕾咪‧佛利德 ｜レミー・フリーデ，松山麻美 飾／程文意（港）

仙女座星系魯耶星诞生。佛利德是和平的德语名字的含义。18岁。
雄狮战舰的副艦长。通常负责分析敌人的属性。常常把拓人叫做小拓。
一直認為將她送往魯耶星的鯊魚是他的父亲，後經鯊魚本人表示他并不是她的父亲。
真實身份是在西元1960年遇到鲨鱼的过去的地球人，直到鲨鱼坚持历史的机会，为了拯救她使用宇宙胶囊把她送去未来的魯耶星。
虽然该疾病藉由未來的医疗技术治愈，但還是无法变身战斗，主要原因是身体无法承受变身。自战斗開始以來對拓人逐漸產生好感。
战斗结束后，定居於安藤家，每天過著上大夜班的生活。
- 葛爾多  ｜ゴルド，羅伯特·鮑德溫 飾／陳永信（港）

羅盤座星系斯塔克星诞生。神鷹戰艦的副艦長。
1天16小时的睡眠是必需的，老是都在戰艦睡覺，一般人無法叫醒他，只有亞度才可以。
穿着X盔甲，比如頭盔和武器附件（鐵球）變身成“葛爾多星神”。
含着淚用脆弱的性格沉稳的听觉分辨外观，平時以英語溝通。
戰鬥結束後，與身兼星神X偵查員的妻子帕多拉在别的世界開一間地瓜類料理的店。
羅伯特·鮑德溫其後於2013年參演《獸電戰隊強龍者》第一代強龍青－拉米瑞茲。
- 雙子星神艾音&次瓦 ｜ツインセイザー・アイン&ツバイン，保村真／大津田裕美 聲

雙子星系巴奇星诞生。甲蟲戰艦的副艦長。具有孿生兄弟鎧甲装，黑色的是哥哥艾音，白色的是弟弟次瓦。
两个人都以認真和禮貌的語氣說話，在戰鬥中表现出無與倫比的组合。愛洗澡。
真實型態為氣體，艾音是红色，次瓦是蓝色，另外還可以藉由其氣體型態之優勢，從狹窄的縫隙通過，本人說：脱下盔甲是尷尬的事情。
戰鬥結束後，與凱一起回到拉迪星。
- 卡普星神G2｜カプセイザーG2

星神X的輔助機械人，同時也是雄獅戰艦的副駕駛員之一。
體內可壓縮收納星神X的各式武器及宇宙能量盒，並可依照戰鬥時的指令進行遠端傳送。
搭載人工AI，無語言能力。以電子音以及機身內發光體的光源和星神X們溝通，唯獨拓人無法依此方式瞭解G2的表達意思。
製造者（母親）為蕾咪。G2全名為Gai Buster II。
- 帕多拉｜パトラ，石坂千尋 飾／許盈（港）

故事中後期登場。
葛爾多之妻，藉由潛入尼奧迪斯卡魯戰艦尼奧迪阿偷渡回到現代的星神X偵查員。
和葛爾多同樣來自史塔克星。個性較為強勢，葛爾多對其唯命是從。
為了葛爾多喜愛的食物拔絲地瓜（實為她本人喜歡），而專研起各式地瓜類料理。
專門潛入敵營蒐集情報。神出鬼沒的行動模式，總能在戰鬥中發揮出奇的效果而幫助到戰友們。
配戴之耳環具有變裝、通訊、傳送等多樣功能。
- 托比｜トビー，勇太 飾

反抗軍的副艦長。
在未來頂替來到現代的鯊魚隊長，指揮軍隊向敵軍進攻，同時肩負蟲洞的管理。
負責向星神X回報未來的戰況。每次通訊時，都能精準地預見亞度對於其開場白不耐煩的時間點。
最後因尼奧迪斯卡魯企圖從未來回到現代逼不得已將蟲洞破壞。

### 安藤家
- 安藤宗二郎｜宗方勝巳 飾／黃子敬（港）

拓人的爺爺。跟鯊魚是老朋友，年輕時遇見了鯊魚，也遇見了年幼的蕾咪。同時鯊魚為了拯救未來，將變身手環交給了他，他也告訴年幼的拓人等他18歲時將要背負起消滅宇宙海盜的重責大任。
由於鯊魚為了幫助消滅尼奧迪斯卡魯軍團而從未來回到現代，使得他能跟鯊魚再度重逢，直到戰鬥結束後兩人才正式告別。
- 安藤俊作｜田中優樹 飾

拓人的爸爸，宗二郎的兒子。長年旅居英國，現為F1工程師。溫順有禮，不喜與人爭執。
年幼時面對著父親極為嚴厲的教育
- 安藤春子｜森川由加里 飾／黃麗芳（港）

拓人的媽媽。在宗二郎的車庫旁經營著店鋪。
個性時而溫柔時而強勢，就連不苟言笑的公公宗二郎而對她敬畏三分。
用拿手的納豆飯馴服了火狂。
- 安藤由衣｜枚田菜菜子 飾／何璐怡（港）

拓人的妹妹。14歲。
和哥哥一樣從祖父身上了解許了關於宇宙海盜的事蹟。
好奇心旺盛，也曾親自參與了搜尋宇宙能量盒（天鵝-6）的任務一事。
十分仰慕亞度。
雖然覺得哥哥拓人做事莽撞不經大腦，時常與其拌嘴，卻相當支持著拓人身為星神X一員參與戰鬥的使命。

## 亦敵亦友

### 宇宙海盜
- 巴德船長｜バーダー船長

三將軍的統帥，一直都保持著神秘面紗。在一陣雷擊中發生了爆炸，現出了真面目，然而其真面目只是一具機械。
- 火將軍火狂｜火将軍ブレアード，伊藤健太郎 聲／潘文柏（港）

三將軍之一，個性容易衝動，與拓人類似。
由於與拓人同樣被丟在宇宙海盜戰艦的地底下因而跟拓人結識，往後就跟他保持亦敵亦友的關係，且一心只想跟拓人一較高下；
在另外一場戰鬥中與扎卡魯結識，同時他也暗中幫助扎卡魯，因此拓人與扎卡魯這兩人是跟他有著特殊情誼的關係人物。
尼奧迪斯卡魯出現在現代後，開始與拓人聯手對付尼奧迪斯卡魯。喜歡拓人媽媽做的納豆飯。武器為死亡火焰劍。
- 水將軍水柔｜水将軍アクアル，淺川悠 聲／蔡惠萍（港）

三將軍之一，個性十分高傲。
在火狂倒戈後被尼奧迪斯卡魯推舉為司令官，但因為凶暴化的風暴而被迫離開。並在毫無歸屬的情形下數次出現在拓人與火狂面前。
最大的希望是能回到未來的宇宙，由於在火狂的說明下得知不先打倒尼奧迪斯卡魯是不行的，因此決定先行留在2005年代的地球。
武器為一支頂端像月亮的水之長杖。
- 風將軍風暴｜風将軍サイクリード，岸尾大輔 聲／馮錦堂（港）

三將軍之一，個性十分懦弱，是三將軍中的發明家，火狂的武器死亡火焰劍即是由他製造。
後期因尼奧迪斯卡魯給他裝上心智控制器而凶暴化，但是控制器也被火狂發現而拆除。
武器為一把風之鐵扇。
- 雷將軍雷菈｜雷将軍サンダーラ，倉田雅世 聲

第四位將軍，來自地底的大地之民。
由於出身於地底，因此在宇宙海盜的相關歷史上找不到與她有關的記載。將第一眼見到的拓人當成真命天子，因此常常忽視火狂的追求。
武器為三味線「山菈」。最後被拓人感動而回歸地底，並將「山菈」交給了火狂，但同時也導致葛羅莎就此從歷史上被抹滅。

## 敵人

### 尼奧迪斯卡魯軍團
- 尼奧迪斯卡魯｜ネオデスカル，津田英三 聲

故事後期登場。
本劇終極敵人，外號「黑暗的支配者」，於星神X擊敗卡雷德的當下從未來回到現代，與卡雷德不同，目的早已不是宇宙能量盒，而是想靠自己的力量毀滅地球，發明出毀滅裝置：黑暗覆滅器。
在最終決戰中，將自己與最強大的黑暗恐獸融合，當拓人跟著前往恐獸體內進攻時，化身成黑暗獅王與拓人展開對決，胸前放置著宇宙能量盒獅子1。
在對決中本想把它搶回去，但是獅子1就像是有意識的反抗並回到拓人手上，然後被拓人以必殺技獅子火焰消滅，接著就沒有實際的形體，留下「要是不打倒這股黑暗能量世界將會被毀滅」的遺言，最終黑暗恐獸被蕾咪以孤注一擲的獅子咆嘯斬擊敗。
- 芭瑞達｜バレーダ，佐藤麻紗 飾

故事後期登場。
尼奧迪斯卡魯的隨從，能從口中吐出暴風雪，最後因任務到此為止而被尼奧迪斯卡魯殺死。
- 卡雷德｜ガレイド，二又一成 聲

故事中期登場。
尼奧迪斯卡魯軍團先遣侵略部隊司令官，具有高於三將軍的戰力。
武器為「席烏之矛」，可變為長槍式武器。擁有全身金屬化的硬化能力以及生成分身的攻擊手段。
個性浮躁心急，猶如脫韁野馬般的火狂則視為眼中釘，但總是因為葛蘿莎一句「他是我們的祖先」只好無奈作罷。
對於隨從的阿諛奉承毫無抵抗力。
最後親自出馬對付星神X，依照說明書將戰艦變成恐獸，然而在戰鬥期間遭水柔槍擊，原本欲殺死水柔，不料被突然出現的尼奧迪斯卡魯行刑式處死。
- 葛羅莎｜グローザ，石川美津穗 飾

故事中期登場。
尼奧迪斯卡魯軍團先遣侵略部隊女性參謀，卡雷德的隨從。
個性高傲，雖口口聲聲稱三將軍為其祖先，卻總是趾高氣昂地命令他們，和水柔尤其不對盤；反觀對待卡雷得，則適度使用諂媚的話語，使卡雷得對其言聽計從。
實際上早就已經回到2005年，並暗中監視著星神X與宇宙海盜的戰鬥。
真實身分為原歷史中，火狂和雷菈結婚後的後代與人類的子孫（亦為同時具有宇宙海盜及人類的血統）。
然而，因為與拓人相遇引發的蝴蝶效應以及雷菈回歸地底種種原因，導致未來歷史改寫，身為雷菈子孫的葛蘿莎亦在驚愕之餘，遭到歷史的抹滅。
- 扎卡魯｜ジャッカル，小島邦裕 飾

尼奧迪斯卡魯軍團先遣侵略部隊一員，卡雷德的下屬。鯊魚昔日的同伴。外號「豺狼」。武器為「利齒雙劍」，另有自身絕招「豺狼刺針」。
由於鯊魚丟下他逃離便從此視他為宿敵。在一場戰鬥中與火狂邂逅，從此與火狂有著特殊情誼，火狂也在暗中幫助他。卡雷德親自出馬後，與鯊魚展開最終決戰，然而在戰鬥中因體力不支而由火狂代替上場，最後在火狂與鯊魚對決的中途死去。

### 戰鬥員與恐獸
- 基古士兵｜ギグファイター

宇宙海盜的戰鬥員。系列首作《超星神》中也曾登場。
主要武器為短刀。能以綠色光球包覆自體向敵人突擊。
- 迪斯梅多｜デスメード

尼奧迪斯卡魯組織的戰鬥員。
具有基古士兵三倍之多的戰鬥力。配備有電磁軍刀。
- 宇宙恐獸

宇宙海盜潛入地球時，所攜帶的怪獸。
平時收納於恐獸桶中（外型似橡木桶）。
- 合成恐獸

利用閃電的力量，將地球上的生物恐獸化後的型態。威力超越宇宙恐獸。
- 未來恐獸

尼奧迪斯卡魯入侵地球時，從西元2500年的未來帶來的宇宙恐獸。
其威力遠遠超過宇宙恐獸跟合成恐獸，最終決戰上還出現了具有黑暗力量的黑暗恐獸。

## 星神X戰力‧武裝
獅子星神 ｜ライオセイザー
- 身高:185cm / 體重：80kg

安藤拓人X武裝後的星神型態，平衡型。獅子意象，火屬性，鎧甲為橘。
武器為大劍．獅子碎裂劍。獅子碎裂劍上另收納一短劍，劇中也曾使用二刀流戰法。
必殺技
- 獅子火焰（ライオファイヤー）

安裝宇宙能量盒「獅子-1」所發動之火屬性最強必殺技。斬擊後，衝擊波會化身為火獅子撲向敵人嚙咬、燒盡。
由於拓人基本上不太使用其他宇宙能量盒，因此獅子火焰為劇中使用次數最頻繁的招式。
其他攻擊技
- 鍬形蟲閃電 （スタッグサンダー）

利用宇宙能量盒「鍬形蟲-7」的力量發動之強力雷屬性攻擊技。釋放鍬形蟲幻象的落雷。
- 熔岩旗魚 （マグマスピアー）

利用宇宙能量盒「旗魚-8」的力量發動之強力水屬性攻擊技。噴發旗魚形的水流向敵人突擊，刺穿目標。
- 公牛猛衝 （オックスアタック）

利用宇宙能量盒「公牛-9」的力量發動之火屬性攻擊技。劇中未使用。
- 飛鴿斬擊 （ピジョンカッター）

利用宇宙能量盒「飛鴿-10」的力量發動之風屬性攻擊技。發射飛鴿形的高速真空彈進行攻擊。
- 火焰拳擊 （ナックルヒート）

按下X變身器上的按鈕即可發動，火焰環繞的拳擊。
其他特殊能力
- 野狼共享 （ウルフシェアー）

利用宇宙能量盒「野狼-5」的力量所發動。分享火屬性的能量，使周遭同伴威力提升的招式。劇中未使用。
- 天鵝展翅 （スワンフラップ）

利用宇宙能量盒「天鵝-6」的力量所發動之移動技。天鵝型的風能量附身後，即可進行高速移動。
- 螳螂護盾 （マンティスバックラー）

利用宇宙能量盒「螳螂-11」的力量所發動。雷屬性。劇中未使用。
- 烈火鯨魚 （ヒートホエール）

利用宇宙能量盒「鯨魚-12」的力量所發動。水屬性。劇中未使用。
飛鷹星神 ｜イーグルセイザー
- 身高:180cm / 體重：75kg

亞度X武裝後的星神型態，速度型。鷲意象，風屬性，鎧甲為白。
武器為手槍．飛鷹暴風槍。安裝宇宙能量盒後，槍身前端會彈出輔助把手。
必殺技
- 飛鷹颱風 （イーグルタイフーン）

安裝宇宙能量盒「飛鷹-2」所發動之風屬性最強必殺技。以鷲型的壓縮空氣彈貫穿對手。
其他攻擊技
- 野狼烈焰 （ウルフファイヤー）

利用宇宙能量盒「野狼-5」的力量發動之強力火屬性攻擊技。可發射野狼型的熱焰射線。
- 鍬形蟲狂風 （スタッグミストラル）

利用宇宙能量盒「鍬形蟲-7」的力量發動之雷屬性攻擊技。釋放鍬形蟲幻象的強大電磁波，麻痺敵人。
- 烈風拳擊 （ナックルウィンド）

按下X變身器上的按鈕即可發動，聚積能量化成羽翼般的拳擊。
其他特殊能力
- 公牛護盾 （オックスシールド）

利用宇宙能量盒「公牛-9」的力量發動之炎屬性防禦技。以巨大公牛形的氣場作為防護盾。
- 天鵝共享 （スワンシェアー）

利用宇宙能量盒「天鵝-6」的力量發動之風屬性分配技。分享風屬性的能量，使周遭同伴武器威力提升的招式。
- 螳螂治癒 （ヒーリングマンティス）

利用宇宙能量盒「螳螂-11」的力量發動之雷屬性回復技。曾用來治癒因戰鬥昏迷的葛爾多。
- 鯨魚飛躍 （ホエールリープ）

利用宇宙能量盒「鯨魚-12」的力量發動之水屬性移動技。乘著鯨魚形的激流進行高速移動，劇中曾依靠水勢使用踢擊。
甲蟲星神 ｜ビートルセイザー
- 身高:183cm / 體重：105kg

凱X武裝後的星神型態，力量型。獨角仙意象，雷屬性，鎧甲為藍。
武器為單手斧．甲蟲金戰斧。安裝宇宙能量盒後，斧頭前端會有尖刃伸出。
必殺技
- 甲蟲重斬

安裝宇宙能量盒「甲蟲-3」所發動之雷屬性最強必殺技。斬擊波化為獨角仙攻擊敵人後炸裂。
其他攻擊技
- 天鵝颶風

利用宇宙能量盒「天鵝-6」的力量發動之風屬性攻擊技。以天鵝型的龍捲風壓吹散敵人。
- 公牛爆彈

利用宇宙能量盒「公牛-9」的力量所發動。火屬性。劇中未使用。
- 螳螂切裂

利用宇宙能量盒「螳螂-11」的力量所發動。雷屬性。劇中未使用。
- 鯨魚吹息

利用宇宙能量盒「鯨魚-12」的力量發動之水屬性攻擊技。釋放出鯨魚形的水波流，雖威力偏低，但其大範圍水流仍能有效箝制敵人行動。
- 雷電拳擊

按下X變身器上的按鈕即可發動，纏繞雷電能量的拳擊。劇中未使用。
其他特殊能力
- 野狼衝刺

利用宇宙能量盒「野狼-5」的力量發動之炎屬性移動技。化身成狼形進行高速移動。
- 鍬形蟲共享

利用宇宙能量盒「鍬形蟲-7」的力量發動之雷屬性攻擊技。分享雷屬性的能量，使周遭同伴武器威力提升的招式。
- 旗魚防禦

利用宇宙能量盒「旗魚-8」的力量發動之水屬性防禦技。旗魚型的水波防護罩可反彈敵人攻擊。
鯊魚星神 ｜シャークセイザー
鯊魚隊長X藉由變身手環與鯊魚變身器進行武裝後的星神型態，平衡型。鯊魚意象，水屬性，鎧甲為黑。
武器為大劍．鯊魚重擊劍。安裝宇宙能量盒後，劍身兩側會冒出鋸齒狀片刃。
必殺技
- 鯊魚突擊 （シャークラッシュ）

安裝宇宙能量盒「鯊魚-4」所發動之水屬性最強必殺技。斬擊後，衝擊波會化身為巨鯊撲向敵人嚙咬、撕裂。
其他攻擊技
- 天鵝暴雪 （スワンブリザード）

利用宇宙能量盒「天鵝-6」的力量發動之風屬性攻擊技。釋放天鵝形的冷凍光線，冰封對手。
其威力甚至曾凍結天鑽機械獸的行動數秒，足見宇宙能量盒強大的潛藏能力。
- 流水拳擊 （ナックルスプラッシュ）

按下鯊魚變身器上的按鈕即可發動，水屬性能量纏繞的拳擊。
其他特殊能力
- 鍬形蟲跳躍 （スタッグジャンプ）

利用宇宙能量盒「鍬形蟲-7」的力量所發動。雷屬性。劇中未使用。
- 旗魚共享 （スピアシェアー）

利用宇宙能量盒「旗魚-8」的力量發動之水屬性分配技。分享水屬性的能量，使周遭同伴武器威力提升的招式。
- 公牛蒸氣 （オックススチーム）

利用宇宙能量盒「公牛-9」的力量所發動。火屬性。劇中未使用。
- 飛鴿障壁 （ピジョンウォール）

利用宇宙能量盒「飛鴿-10」的力量發動之風屬性防禦技。敞開飛鴿形的防護力場，能使敵人攻擊無效化。
星神葛爾多 ｜セイザーゴルド
葛爾多經由星神手帳傳送裝備後的戰鬥型態。
和上述四位使用宇宙能量盒的星神不同，武器為頭部及雙手裝備的X鎧甲（手部有多樣性武器可供更換）。
必殺技為指南針暴風。
玩具上，一般被標記屬性為「剛」。

## 星神X裝備‧機械

### 用具
- 變身手環．X變身器 ｜ナックルクロス（シャークナックル）、ストレージリング

拓人、亞度、凱、鯊魚隊長用於變身為星神X之道具。
四人皆以右手佩帶變身手環，變身之際喊聲－「X變身器」，即會附著於左手背上，後雙手交叉讓手環和變身器共鳴，同時喊出「X武裝」進行變身。
壓縮於變身器內部的強化戰鬥服，僅需花0.5秒即可完成著裝。
X變身器上紋章分別有：拓人為獅子、亞度老鷹、凱為甲蟲、隊長為鯊魚。
- 星神手帳 ｜セイザーパッド（コマンドパッド）

超星艦隊全體成員皆配備之多功能終端裝置。除基本的通信機能外，也具有分析敵人屬性及弱點的功能。
屬性上分為火、雷、風、水－火剋雷、雷剋風、風剋水、水剋火。
劇情中，也有多次以星神手帳傳送流星神和戰艦的紀錄。
第5話時，亞度曾用來翻譯古書內容（中文翻為假名）
- X武器 ｜Xウエポン

全體成員的共同武器，蕾咪也曾使用。
具有雙重型態－槍型態的X戰槍、劍型態的X長劍。
雖為全體成員之配備，但四位主要戰士在戰鬥中卻從未使用。

### 戰艦
这支舰队有战舰三艘，分别是雄獅战舰，神鹰战舰和甲虫战舰，后来又有巨鲨战舰和天鑽战舰。
巨型机器人称「流星神」，由战舰和核心突击机合体而成，但核心突击机最初只有一台，所以前期的战斗也只有一台流星神，而和不同的战舰合体的造型、武器和能力都是不同的。后来由于敌军大队出现，就製造出兩台核心戰机，也因此和前作一样由单独一机作战变成了集体作战。后期追加的巨鯊母舰和天鑽战舰不需要与核心机器人合体就可以变形为巨型机器人。
完結篇這五大戰鬥機械人全數隨著鯊魚回到未來。
- 雄獅戰艦 ｜ライオキャリアー

全長：50m / 全幅：39m / 全高：21m / 重量：650t / 最大出力：1500萬馬力
以獅子為意象設計的突擊型宇宙戰艦。艦長為安藤拓人，副艦長為蕾咪。
戰艦上方可搭載核心戰機。戰艦兵器為獅子加農砲、星神砲，而星神砲在能源充填完畢下具有一擊殲滅宇宙海盜戰艦的威力。
- 神鷹戰艦 ｜アドルイーグル

全長：50m / 全幅：39m / 全高：21m / 重量：650t / 最大出力：1200萬馬力
以鷲為意象設計的高機動型宇宙戰艦。艦長為亞度，副艦長為葛爾多。
擅長技巧性飛行及高速戰鬥。戰艦兵器為神鷹加農砲、神鷹飛彈及神鷹槍。
- 甲蟲戰艦 ｜ビートバイザー

全長：50m / 全幅：27m / 全高：10.5m / 重量：700t / 最大出力：2300萬馬力
以獨角仙為意象設計的重裝型宇宙戰艦。艦長為凱，副艦長為雙子星神艾音&次瓦。
艦身裝甲牢靠穩固，並搭載多樣化兵器，如－梅加洛加農砲、甲蟲加農砲、衝擊加農砲、甲蟲飛彈等。
- 核心戰機 ｜コアキャリバー

全長：20m / 全幅：18m / 全高：12m / 重量：300t / 最大出力：500萬馬力
搭載於雄獅戰艦頂部的中型戰鬥艇。
戰機兵器為核心雷射、核心導彈。可變行為機人型態－核心勇士。
- 巨鯊戰艦 ｜シャークリーガー

全長：75m / 全幅：39m / 全高：21m / 重量：800t / 最大出力：2150萬馬力
以鋸齒鯊為意象設計的強襲型新式宇宙戰艦。艦長為鯊魚船長。
和其他流星神不同，不需依靠核心勇士來完成合體變形；平時由巨大航空母艦巨鯊母艦連結行動。
搭載兵器為艦首的增壓劍和艦身側的片刃；母艦部分則有母艦加農砲、鯊魚瓦爾特砲和三連飛彈。
巨鯊母艦上可同時乘載兩架核心勇士。
- 天鑽戰艦 ｜ドリルアングラー

全長：65m / 全幅：24m / 全高：20m / 重量：870t / 最大出力：2130萬馬力
以鮟鱇為意象設計的突擊型宇宙戰艦。獨立駕駛艙。原為扎卡魯的愛機，死後由火狂繼承使用。
艦首的巨大鑽頭Drill Turner為主要武器，鑽頭前端可發射脈衝離子砲的Drill Blowsion。
戰艦巨大鑽頭及兩側鋸齒刀刃式的設計，曾被認為和轟天號如出一轍，但未被證實。

### 機器人‧流星神
- 核心勇士 ｜コアブレイバー

身長：45m / 全幅：21m / 重量：300t / 最大出力：500萬馬力
由核心戰機變形的機人形態，同時亦為流星神的軀幹核心組件。
具備敏捷性及偵查能力，戰鬥能力稍弱（第2話中蕾咪曾提及）。
武器為腕部的核心雷射、從雙腳發射的勇士飛彈以及胸前的核心破壞砲，若3架核心勇士同時使用核心破壞砲則具有打倒巨獸的威力。
與戰艦合體之際，由各戰艦發射「屬性變換光線」，使核心勇士機體結構轉變為因應合體機制，並可為其補充能源。
原鐵灰色的機甲外觀，經由雄獅戰艦照射後會變為橘色、神鷹戰艦照射後為紅色、甲蟲戰艦則為藍色。
- 雄獅流星神 ｜グレートライオ

身長：52m / 全幅：40.3m / 重量：1050t / 最大出力：2000萬馬力
由核心戰機和雄獅戰艦合體而成。主要駕駛人為獅子星神（拓人）、蕾咪、卡普星神G2為輔助。
擅長格鬥及白刃近戰。主要武器為兩把短劍「獅斬劍」，另可以劍柄底部合體為雙頭戟「三叉獅戟」。
胸前獅頭可釋放能量波攻擊「雄獅衝擊波」、獅頭兩側配備小型光束砲「獅子破壞砲」，空手製造出防護罩力場的「獅子護盾」。
必殺技為灌注火焰能量後使用三叉獅戟的X型砍擊－「獅子咆哮斬」。
武器：狮子枪，狮子冲击炮，狮子护盾，狮子冲击波
- 神鷹流星神 ｜ウインドイーグル

身長：48.5m / 全幅：35.5m / 重量：950t / 最大出力：1700萬馬力
由核心戰機和神鷹戰艦合體而成。主要駕駛人為飛鷹星神（亞度）、葛爾多為輔助。
為中距離的高速戰鬥類型，也擅長Hit and away戰法。背部的翅膀張開時，可進行空中作戰。飛行時，以腳部的爪進行的踢擊技為「神鷹利爪」。
主要武器為搭載於雙肩上的兩把步槍「神鷹來福槍」，核心戰機未量產前，曾由拓人負責來福槍瞄準的工作。
必殺技為以神鷹來福槍進行連射攻擊的「龍捲風連射」。
- 甲蟲流星神 ｜マグナビート

身長：58.5m / 全幅：41m / 重量：1000t / 最大出力：2800萬馬力
由核心戰機和甲蟲戰艦合體而成。主要駕駛人為甲蟲星神（凱）、艾因&次瓦為輔助。
擅長遠程的強力攻擊，機身厚實防禦力強。主要武器為「梅加洛加農砲」、「衝擊加農砲」、「甲蟲加農砲」和「飛彈發射器」。
必殺技為從胸口發射的強力砲擊－「甲蟲破壞砲」。在能源填充完畢後，也曾多次發動全砲總攻擊。
和神鷹流星神相同，核心戰機未量產前，曾由拓人負責砲擊瞄準的工作。
值得一提的是，於劇場版中展現了水中作戰的能力。
- 巨鯊流星神 ｜シャークリーガー

身長：62m / 全幅：38m / 重量：800t / 最大出力：2150萬馬力
由巨鯊母艦下半部的潛艦部分直接變形而成。主要駕駛人為鯊魚星神（隊長）。
主要武器為巨劍「增壓劍」、雙臂上的鋸齒刀刃以及從頭部兩側發射的尤尼塔射線。
必殺技「水光斬」－由增壓劍釋放急凍射線凍結敵人後，再以一刀兩斷之姿斬殺；以及蓄積能量自胸前發射的破壞光線「X破壞砲」。
由於不需另和核心勇士合體，必要時可較其他流星神更快速地進入戰局之中；不過，也許因為如此，無法負擔長時間的戰鬥。
- 天鑽機械獸 ｜ドリルアングラー

身長：60m / 全幅：28m / 重量：870t / 最大出力：2130萬馬力
在扎卡魯喊出「戰鬥變形」指令後，由天鑽戰艦直接變形而成的機人型態。主要駕駛人為扎卡魯，死後改為火狂。
主要以胸前的鑽頭與雙手上的鋸齒為其戰鬥手段，並未有手持型的武器。鑽頭兩側的眼睛亦能發射光束「天鑽雷射」。
必殺技為「究極破壞」，劇中未使用。

## 宇宙能量盒
散落於地球各地的球形能量盒。圍繞著能量盒的戰爭，最遠可追溯至太古時期。集滿全部12個能量盒後，即可實現任何願望。

球體上以物種外型以白色表示，底色則各分為：哺乳類為紅色、鳥類為綠色、昆蟲類為黃色、魚類為藍色。

當星神X裝備適當屬性的能量盒於武器上時，即可發動其必殺技及輔助技能。壓縮收納於G2體內時，球體上會閃爍出相對應號碼的羅馬數字。
宇宙能量盒一覽
- 獅子-1（ライオン1）

屬性為火，獅子星神專用之能量盒，由安藤宗二郎保管。可裝備於獅子碎裂劍上以使用必殺技獅子火焰。
- 飛鷹-2 （イーグル2）

屬性為風，飛鷹星神專用之能量盒，由安藤宗二郎保管。可裝備於飛鷹暴風槍上以使用必殺技飛鷹颱風。
- 甲蟲-3 （ビートル3）

屬性為雷，甲蟲星神專用之能量盒，由安藤宗二郎保管。可裝備於甲蟲金戰斧上以使用必殺技甲蟲重斬。
- 鯊魚-4 （シャーク4）

屬性為水，鯊魚星神專用之能量盒，為村民收藏。可裝備於鯊魚重擊劍上以使用必殺技鯊魚突擊。
- 野狼-5 （ウルフ5）

屬性為火之能量盒。散落於岩地。
- 天鵝-6 （スワン6）

屬性為風之能量盒。埋藏於石堆。
- 鍬形蟲-7 （スタッグ7）

屬性為雷之能量盒。收藏於企業大樓。
- 旗魚-8 （スピアフィッシュ8）

屬性為水之能量盒。為拓人拾獲。
- 公牛-9 （オックス9）

屬性為火之能量盒。為火狂拾獲。
- 飛鴿-10 （ピジョン10）

屬性為風之能量盒。隱藏於巨石中。
- 螳螂-11 （マンティス11）

屬性為雷之能量盒。藏於雷神葛多體內。
- 鯨魚-12 （ホエール12）

屬性為水之能量盒。於工地發現。

## 主題曲
- OP「超星艦隊セイザーX」

歌：高橋洋樹 / 作詞：山田ひろし / 作曲：淺田直 / 編曲：矢野立美
- ED「ジャンプだ! 僕らのセイザーX!!」

歌：高橋洋樹 / 作詞：山田ひろし / 作曲：小杉保夫 / 編曲：矢野立美

## 今天的一日叮嚀
下集預告後的迷你單元劇場。通常以該集的情景或台詞為內容，使用小短劇的方式呈現。

取代第一作、第二作的角色、武器介紹的片段。
- 第01話：碰到朋友的時候要打招呼，說聲「你好喔」
- 第02話：過馬路的時候要把手舉起來喔
- 第03話：不可以跟陌生人一起走
- 第04話：吃飯的時候要說「我開動了」
- 第05話：溫故知新
- 第06話：要愛護動物跟大自然喔
- 第07話：要遵守跟朋友的約定喔
- 第08話：不要到危險的地方去喔
- 第09話：要跟家人說清楚自己要去哪裡喔
- 第10話：做了壞事的話要說「對不起」來道歉
- 第11話：從外面回來以後一定要洗手和漱口喔
- 第12話：相信自己的朋友，同心協力一起合作吧
- 第13話：收到別人送的東西要說「謝謝」
- 第14話：如果把東西弄亂了，要自己收拾好
- 第15話：看到別人有困難的話要幫忙他喔
- 第16話：要跟朋友和睦相處喔
- 第17話：出門前要檢查有沒有忘記帶東西
- 第18話：要記得幫忙做家事喔
- 第19話：垃圾要丟進垃圾桶裡喔
- 第20話：要愛護自己的家人喔
- 第21話：做什麼事情都要全力以赴喔
- 第22話：要好好遵守規定喔
- 第23話：跟別人借了東西一定要還喔
- 第24話：要早睡早起喔
- 第25話：要重視對人體貼的心喔
- 第26話：要不屈不撓的努力喔
- 第27話：不要逼別人做他不願意的事情喔
- 第28話：盡量去挑戰自己想做的事情吧
- 第29話：要說自己感謝的心意喔
- 第30話：洗完澡以後要好好把身體擦乾喔
- 第31話：要注意錯誤的事情喔
- 第32話：吃完飯之後要記得刷牙喔
- 第33話：要多交一些朋友喔
- 第34話：要做什麼事情就一定要有始有終喔
- 第35話：要鼓勵陷入低潮的人喔
- 第36話：要相信自己的力量喔
- 第37話：不可以放棄夢想喔

## 集數列表
以下時間以當地時間（日本時間）為準。
- 2006年2月18日因播出2006冬季奧運特別節目，暫停乙次

| 播放日期   | 話數 | 原文／中文標題                                              | 登場怪人．恐獸                                                                                   | 腳本            | 監督     |
| 第一部     |      |                                                             |                                                                                                  |                 |          |
| 2005/10/01 | 01   | 拓人は燃えているか! （拓人的心燃燒起來了嗎）                | - 雷海賊ライデッグ（雷海賊雷電格）                                                               | 林民夫          | 米田興弘 |
| 2005/10/08 | 02   | 燃えろ!グレートライオ （燃燒吧！雄獅流星神）                | - 宇宙恐獣レイザース（宇宙恐獸雷札斯）                                                           | 林民夫          | 米田興弘 |
| 2005/10/15 | 03   | 白い旋風!ウインドイーグル （白色旋風！神鷹流星神）          | - 水海賊アグラーグ（水海賊亞格拉古） - 宇宙恐獣ウィンミラー（宇宙恐獸溫米拉）                    | 林民夫          | 市野龍一 |
| 2005/10/22 | 04   | 青い稲妻!マグナビート （蒼藍的閃電！甲蟲流星神）            | - 宇宙恐獣バードレス（宇宙恐獸巴德雷斯）                                                         | 林民夫          | 市野龍一 |
| 2005/10/29 | 05   | 探検!シャーク4を探せ （探險！尋找鯊魚-4）                   | －                                                                                               | 河田秀二        | 米田興弘 |
| 2005/11/05 | 06   | ぼくたちのヒーロー （我們的英雄）                           | - 風海賊レゼッカー（風海賊雷傑卡） - 合成恐獣ビグスタッグ（合成恐獸巨大鍬形蟲）                  | 河田秀二        | 米田興弘 |
| 2005/11/12 | 07   | 追憶・1960 （追憶1960）                                     | －                                                                                               | 林民夫          | 市野龍一 |
| 2005/11/19 | 08   | 由衣の休日 （由衣的假日）                                   | - 風海賊サンドストーム（風海賊風沙，田井和彥聲） - ガダル星人（加達爾星人，松尾まつお聲）        | 古怒田健志      | 池田敏春 |
| 2005/11/26 | 09   | 史上最悪の3日間 （史上最糟糕的三天）                        | －                                                                                               | 林民夫          | 市野龍一 |
| 2005/12/03 | 10   | 船長の正体 （船長的真面目）                                 | - 合成恐獣グラプター（合成恐獸巨大猛禽）                                                         | 古怒田健志      | 池田敏春 |
| 2005/12/10 | 11   | 父、帰る （父親歸來）                                       | - 火海賊バンケーン（火海賊獵犬，小倉直紀聲）                                                     | 林民夫          | 米田興弘 |
| 2005/12/17 | 12   | 決戦は空の彼方で （決戰在天空的另一方）                     | - 巨大ブレアード（巨大化火狂）                                                                   | 林民夫          | 米田興弘 |
| 2005/12/24 | 13   | 聖なる夜に （在神聖的夜裡）                                 | －                                                                                               | 關根智彥 今井聰 | 池田敏春 |
| 第二部     |      |                                                             |                                                                                                  |                 |          |
| 2005/12/31 | 14   | 未来からの敵、ネオデスカル （來自未來的敵人，尼奧迪斯卡魯） | - 未来恐獣デスバー（未來恐獸迪斯巴）                                                             | 林民夫          | 市野龍一 |
| 2006/01/07 | 15   | 危機一髪!シャークセイザー登場 （千鈞一髮！鯊魚星神登場）    | - 怪人ドルピック（怪人多爾比克，福田亘聲）                                                       | 林民夫          | 市野龍一 |
| 2006/01/14 | 16   | 超流!シャークリーガー （超流！巨鯊流星神）                  | - 未来恐獣デスバー（未來恐獸迪斯巴）                                                             | 河田秀二        | 市野龍一 |
| 2006/01/21 | 17   | 追跡者、名はジャッカル （追殺者，名為豺狼扎卡魯）           | - 怪人ピアース（怪人皮亞斯，安藤道泰聲）                                                         | 河田秀二        | 市野龍一 |
| 2005/01/28 | 18   | 激震!ドリルアングラー （激震！天鑽戰艦）                    | - 未来恐獣ネオデスバー（未來恐獸尼奧迪斯巴）                                                     | 林民夫          | 舞原賢三 |
| 2006/02/04 | 19   | 装着アド!未来に向かって （武裝吧亞度！迎向未來）            | - 怪人リーボルト（怪人利波爾特）                                                                 | 林民夫          | 舞原賢三 |
| 2006/02/11 | 20   | ケイン、裏切りの刻（とき）! （凱，背叛之時！）              | - 怪人ゼオリア（怪人傑歐利亞）                                                                   | 林民夫          | 舞原賢三 |
| 2006/02/25 | 21   | 勝利へのフリーキック （通往勝利的自由球）                   | －                                                                                               | 林民夫          | 池田敏春 |
| 2006/03/04 | 22   | 脅威の変形!ドリルアングラー （威脅的變形！天鑽機械獸）      | - 怪人アリゴード（怪人亞利葛德，齋藤惠美子聲）                                                   | 稻葉一廣        | 池田敏春 |
| 2006/03/11 | 23   | ミッションX!艦長を救え （任務X！解救艦長）                  | - 怪人アリゴード（怪人亞利葛德，齋藤惠美子聲）                                                   | 稻葉一廣        | 池田敏春 |
| 2006/03/18 | 24   | 第四の将軍 （第四位將軍）                                   | - 雷将軍サンダーラ（雷將軍雷菈）                                                                 | 林民夫          | 米田興弘 |
| 2006/03/25 | 25   | 変わり始めた歴史 （開始改變的歷史）                         | - 雷将軍サンダーラ（雷將軍雷菈） - 雷神ゴード（雷神葛多）                                        | 林民夫          | 米田興弘 |
| 2006/04/01 | 26   | レミーの涙、G2の心 （蕾咪的淚水，G2的心）                   | －                                                                                               | 河田秀二        | 舞原賢三 |
| 2006/04/08 | 27   | Xデー・戦いの果て （X之日．戰鬥的尾聲）                     | - 未来暴艦ガレオキング（未來暴艦伽利奧京）                                                       | 河田秀二        | 舞原賢三 |
| 第三部     |      |                                                             |                                                                                                  |                 |          |
| 2006/04/15 | 28   | 侵入!新たなる戦力? （侵入！新的戰力？）                     | - 怪人ダーゴス（怪人達哥斯）                                                                     | 林民夫          | 舞原賢三 |
| 2006/04/22 | 29   | 異空間からの脱出 （從異空間裡逃出）                         | - 未来恐獣ディロス（未來恐獸迪羅斯）                                                             | 林民夫          | 市野龍一 |
| 2006/04/29 | 30   | 受け継がれる想い （傳承的思念）                             | - 怪人グルナーダ（怪人古魯那達）                                                                 | 瀧田哲郎        | 市野龍一 |
| 2006/05/06 | 31   | 対決!ブレアードVSサイクリード （對決！火狂VS風暴）          | - 合成恐獣レイミラード（合成恐獸雷米拉德）                                                       | 瀧田哲郎        | 池田敏春 |
| 2006/05/13 | 32   | 激闘!トリプル・コアブレイバー （激鬥！三架核心勇士）        | - 怪人アルティメット（怪人阿爾提美特） - メカ巨獣メガリオン（機械巨獸美卡里昂）                  | 河田秀二        | 池田敏春 |
| 2006/05/20 | 33   | 信じあう仲間 （互相信任的夥伴）                             | －                                                                                               | 河田秀二        | 米田興弘 |
| 2006/05/27 | 34   | 12個集結?コスモカプセル （集齊12個宇宙能量盒）              | －                                                                                               | 河田秀二        | 米田興弘 |
| 2006/06/03 | 35   | 明かされるレミーの過去 （揭開蕾咪的過去之謎）               | - 怪人ディバイダー（怪人德拜達）                                                                 | 林民夫          | 市野龍一 |
| 2006/06/10 | 36   | 闇の侵蝕、ダークアルマー （黑暗的侵蝕，黑暗覆滅器）         | - 暗黒恐獣ダークゲラン（黑暗恐獸黑暗葛蘭） - メカ巨獣メガリオン（複数）（機械巨獸美卡里昂 複數） | 林民夫          | 市野龍一 |
| 2006/06/17 | 37   | 拓人、闇の中へ （拓人，進入黑暗之中）                       | - 暗黒恐獣ダークゲラン（黑暗恐獸黑暗葛蘭） - ブラックライオ（黑暗獅王，津田英三聲）              | 林民夫          | 市野龍一 |
| 2006/06/24 | 38   | 友情は時空を越えて… （友情將超越時空）                      | - 暗黒恐獣ダークゲラン（黑暗恐獸黑暗葛蘭） - ブラックライオ（黑暗獅王，津田英三聲）              | 林民夫          | 市野龍一 |
| 劇場版     |      |                                                             |                                                                                                  |                 |          |
| 2005/12/17 | OVA  | 戦え!星の戦士たち （戰鬥吧！星之戰士們）                    | - メカ巨獣ブルガリオ（機械巨獸布卡里奧）                                                         | 田部俊行        | 大森一樹 |

## 劇場版

### 登場人物
- 波爾姆星人．力奇｜ボルム星人リキ，笠原織人

- 神宮寺翼｜神宮寺翼，峰岸徹

國防省司令官。

### 敵役角色
- 機械巨獸．布卡里奧｜メカ巨獣ブルガリオ

全身搭仔重裝火力，不僅能飛行，其水中戰更和甲蟲星神互別苗頭。
亦曾於前作《幻星神》中登場之巨獸。